# 北野宏明
北野 宏明（きたの ひろあき、1961年〈昭和36年〉3月16日 - ）は、日本のシステム生物学者、バイオインフォマティクス研究者、実業家。ソニーグループ株式会社執行役副社長兼CTO、株式会社ソニーコンピュータサイエンス研究所代表取締役社長兼CEO、株式会社ソニーAI代表取締役CEO、沖縄科学技術大学院大学非常勤教授。埼玉県川越市出身。学位は教養学士（物理）（国際基督教大学・1984年）。

## 経歴
1961年3月に埼玉県川越市に生まれる。早稲田大学系属早稲田実業学校を経て国際基督教大学教養学部理学科を卒業後、1984年に日本電気入社。ソフトウェア生産技術研究所に配属される。その後、カーネギーメロン大学に留学し、世界で初めて同時通訳可能な音声翻訳システムを開発した。1993年に日本人で初めてIJCAI Computers and Thought Awardを受賞。同年にソニーコンピュータサイエンス研究所に入所、AIBOの開発などに携わる。その後、北野や浅田稔、松原仁らが中心となり、1997年にロボカップを創設した。また、システム生物学を提唱し、2001年にシステム・バイオロジー研究機構を設立した。2002年にソニーコンピュータサイエンス研究所取締役副所長に就任。2008年に取締役所長に就任。2011年に代表取締役社長兼CEOに就任。2016年にソニー（現・ソニーグループ）執行役員に就任。2020年に常務に就任。2022年にソニーグループ執行役専務兼CTOに就任。

## 履歴

### 学歴・職歴
- 1984年（昭和59年）3月 - 国際基督教大学教養学部理学科（物理学専攻）卒業[10]。
- 1984年（昭和59年）4月 - 日本電気株式会社入社 ソフトウェア生産技術研究所配属[11]。
- 1988年（昭和63年）8月 - カーネギーメロン大学コンピュータサイエンス学部機械翻訳センター客員研究員[11]。
- 1991年（平成3年）9月 - 京都大学大学院工学研究科修了[10]。
- 1993年（平成5年）8月 - 株式会社ソニーコンピュータサイエンス研究所入所 リサーチャー[11]。
- 1996年（平成8年）4月 - ソニー株式会社（現・ソニーグループ株式会社）D21ラボラトリーエグゼクティブ・アドバイザー[3]。
- 1996年（平成8年）5月 - ロボカップ国際委員会会長[11]。
- 1996年（平成8年）7月 - 株式会社ソニーコンピュータサイエンス研究所 シニア・リサーチャー[3]。
- 1997年（平成9年） - 東京医科歯科大学難治疾患研究所客員助教授[3]。
- 1998年（平成10年）4月 - 国立遺伝学研究所理論生物学部門客員教授[12][13]。
- 1998年（平成10年）10月 - 科学技術振興事業団（現・国立研究開発法人科学技術振興機構）ERATO北野共生システムプロジェクト総括責任者[11]。
- 2000年（平成12年）4月 - 慶應義塾大学理工学部客員教授[3]。
- 2001年（平成13年）4月 - 特定非営利活動法人システム・バイオロジー研究機構設立 会長（現任）[3]。
- 2002年（平成14年）6月 - 株式会社ソニーコンピュータサイエンス研究所取締役副所長[11]。
- 2003年（平成15年）10月 - 独立行政法人科学技術振興機構（現・国立研究開発法人科学技術振興機構）ERATO-SORST北野プロジェクト研究代表者[3]。
- 2006年（平成18年）1月 - 欧州分子生物学研究所 科学顧問委員[11]。
- 2006年（平成18年）4月 - 財団法人癌研究会（現・公益財団法人がん研究会）癌研究所システムバイオロジー部客員部長[11]。
- 2007年（平成19年）4月 - 東京大学客員教授[3]。
- 2007年（平成19年）7月 - クウジット株式会社設立 社外取締役[3]。
- 2008年（平成20年）7月 - 株式会社ソニーコンピュータサイエンス研究所取締役所長[14]。
- 2009年（平成21年） - アムステルダム大学特別教授[3]。
- 2009年（平成21年）6月 - 独立行政法人沖縄科学技術研究基盤整備機構 オープンバイオロジーユニット代表研究者[11]。
- 2009年（平成21年）7月 - 国際人工知能学会会長[11]。
- 2010年（平成22年）11月 - リンショーピング大学客員教授[3]。
- 2011年（平成18年）4月 - 公益財団法人がん研究会 がん研究所システムバイオロジー部客員部長（現任）[11]。
- 2011年（平成23年）7月 - 株式会社ソニーコンピュータサイエンス研究所代表取締役社長兼CEO兼所長（現任）[15]。
- 2011年（平成23年）11月 - 沖縄科学技術大学院大学非常勤教授（現任）[3]。
- 2012年（平成24年）1月 - モナシュ大学オーストラリア再生医療研究所（英語版）ルイス・マセソン特別名誉教授[3]。
- 2013年（平成25年）4月 - 独立行政法人理化学研究所（現・国立研究開発法人理化学研究所）統合生命医科学研究センター 疾患システムモデリング研究グループグループディレクター[11]。
- 2015年（平成27年）4月 - 株式会社ソニー・グローバルエデュケーション設立 非常勤取締役（現任）[16]。
- 2016年（平成28年）1月 - クウジット株式会社フェロー（現任）[17]。
- 2016年（平成28年）6月 - ソニー株式会社（現・ソニーグループ株式会社）執行役員 コーポレートエグゼクティブ[18]。
- 2018年（平成30年）6月 - ソニー株式会社（現・ソニーグループ株式会社）執行役員[19]。
- 2018年（平成30年）9月 - 内閣府 イノベーション政策強化推進のための有識者会議「AI戦略」構成員（現任）[20]。
- 2018年（平成30年）10月 - TRENDE株式会社アドバイザー（現任）[21]。
- 2019年（令和元年）6月 - 株式会社シナモン社外取締役（現任）[22]。
- 2019年（令和元年）12月 - 人工知能研究開発ネットワーク会長（現任）[23]。
- 2020年（令和2年）4月 - 株式会社ソニーAI設立 代表取締役CEO（現任）[11]。
- 2020年（令和2年）6月 - ソニー株式会社（現・ソニーグループ株式会社）常務 AIコラボレーション担当[24]。
- 2021年（令和3年）2月 - アメリカ人工知能学会フェロー[25]。
- 2021年（令和3年）4月 - 国際基督教大学教養学部アーツ・サイエンス学科オスマー記念科学教授（現任）[26]。
- 2021年（令和3年）9月 - Whole Earth Foundationアドバイザー（現任）[27]。
- 2022年（令和4年）4月 - ソニーグループ株式会社執行役専務兼CTO R&D、AIコラボレーション担当（現任）[28]。

### 受賞・栄誉
- 1993年（平成5年） - IJCAI Computers and Thought Award（英語版）（国際人工知能会議）[3]。
- 1996年（平成8年） - JDA Design Award（一般社団法人日本商業空間デザイン協会）[3]。
- 2000年（平成12年） - アルス・エレクトロニカ賞（アルス・エレクトロニカ・センター）[3]。
- 2001年（平成13年） - 日本文化デザイン賞（日本文化デザインフォーラム）[3]。
- 2001年（平成13年） - グッドデザイン賞（財団法人日本産業デザイン振興会）[3]。
- 2009年（平成21年） - ネイチャーメンター賞中堅キャリア賞（ネイチャー・パブリッシング・グループ（英語版））[3]。

## 現職
役員
- ソニーグループ株式会社執行役専務兼CTO R&D、AIコラボレーション担当[29]
- 株式会社ソニーコンピュータサイエンス研究所代表取締役社長兼CEO兼所長[30]
- 株式会社ソニーAI代表取締役CEO[29]
- 特定非営利活動法人システム・バイオロジー研究機構会長[31]
- 人工知能研究開発ネットワーク会長[32]
- ギリア株式会社ファウンダー[33]
- ロボカップ国際委員会創設プレジデント[34]
- TRENDE株式会社アドバイザー[35]
- Whole Earth Foundationアドバイザー[36]
- 株式会社ソニー・グローバルエデュケーション非常勤取締役[37]
- 株式会社シナモン社外取締役[38]

教育職・研究職
- 沖縄科学技術大学院大学非常勤教授[3]
- 国際基督教大学教養学部アーツ・サイエンス学科オスマー記念科学教授[11]
- クウジット株式会社フェロー[39]
- 特定非営利活動法人ロボカップ日本委員会フェロー[34]
- 公益財団法人がん研究会 がん研究所システムバイオロジー部客員部長[10]

その他
- 内閣府 イノベーション政策強化推進のための有識者会議「AI戦略」構成員[20]

## 著作

### 単著
- 『進化するコンピュータ 遺伝的アルゴリズムから人工生命へ』ジャストシステム、1993年11月。ISBN 9784883090419。
- 『Parallel Processing for Artificial Intelligence 2』Kluwer Academic Publishers、1993年12月31日。ISBN 9781461527329。
- 『ディベート術入門 問題発見、論理構築から危機管理まで』ごま書房〈ゴマブックス〉、1995年10月。ISBN 9784341016838。
- 『大人のための徹底!ロボット学 最新テクノロジーから、ロボカップまで』PHP研究所、2001年1月17日。ISBN 9784569613529。
- 『システムバイオロジー 生命をシステムとして理解する』秀潤社、2001年6月。ISBN 9784879622402。

### 共著
- 佐倉統、北野宏明『人工生命というシステム 複雑系解明の手がかり』ジャストシステム、1995年9月1日。ISBN 9784883093007。
- 北野宏明、竹内薫『したたかな生命』ダイヤモンド社、2007年11月15日。ISBN 9784478810033。
- 近藤滋、北野宏明、金子邦彦、黒田真也『システムバイオロジー』 現代生物科学入門 第8巻、岩波書店、2010年1月19日。ISBN 9784000069687。

### 編集
- 『Parallel Processing for Artificial Intelligence 2』North-Holland Publishing Company、1985年11月。ISBN 9781493305339。
- 『Foundations of Systems Biology』マサチューセッツ工科大学出版局、2001年10月26日。ISBN 9780262112666。